# Eparchia di Amida dei Siri
L'eparchia di Amida dei Siri (in latino: Eparchia Amidensis Syrorum) è una sede soppressa della Chiesa cattolica sira e sede arcivescovile titolare della Chiesa cattolica.

## Storia
Il primo vescovo siro-cattolico di Amida fu Antun Samheri, nominato amministratore di Amida quando dovette fuggire da Mardin, a causa delle persecuzioni dei giacobiti. Pochissimi tuttavia erano i siro-cattolici di questa città.
L'eparchia fu eretta il 28 settembre 1862 con la nomina di Philip Arkousse come primo eparca. Quando questi fu eletto patriarca di Antiochia, assunse in sé anche l'amministrazione di Amida, tramite un vicario. Infine, con decreto della Congregazione di Propaganda Fide nel maggio 1888 l'eparchia di Amida fu unita a quella di Mardin.
Nel 1898 la sede di Amida contava 500 fedeli, 4 preti ed una sola parrocchia, mentre a Mardin c'erano 4.000 fedeli, 23 preti e 8 chiese.
La sede, congiuntamente a quella di Mardin, fu soppressa agli inizi del XX secolo per la scomparsa nella regione di fedeli cattolici siri, in seguito alle persecuzioni perpetrate dai turchi durante la prima guerra mondiale.
Dal 1963 Amida dei Siri è annoverata tra le sedi arcivescovili titolari dalla Chiesa cattolica; dal 12 maggio 2022 il vescovo titolare è Jules Boutros, vescovo di curia del patriarcato di Antiochia dei Siri.

## Cronotassi

### Vescovi
- Philip Arkousse † (28 settembre 1862 - 3 agosto 1866 confermato patriarca di Antiochia)
  - Sede vacante (1866-1888)
  - Sede unita a Mardin

### Vescovi titolari
- Flavien Zacharie Melki † (6 luglio 1963 - 30 novembre 1989 deceduto)
- Jules Boutros, dal 12 maggio 2022